# Gisela Glende
Gisela Glende, de naixement Gisela Trautzsch, (Lengefeld, Saxònia, 30 d'octubre de 1925 - Berlín, 3 de febrer de 2016) va ser una política alemanya, militant del Partit Socialista Unificat d'Alemanya. Entre 1968 i 1986 va exercir com a cap de l'oficina del Politburó del partit, tasca encarregada de la preparació de les agendes polítiques, els esborranys de decisions i la redacció de les actes de les reunions de l'òrgan.

## Trajectòria
El 30 d'octubre de 1925 va néixer a Lengefeld, una petita ciutat saxona al cor de la regió minera, al sud de Chemnitz. Com a neboda de l'activista del Partit Comunista d'Alemanya Walter Trautzsch, va créixer en una família obrera molt polititzada. El seu pare era treballador del metall. Va assistir a l'escola local i després va completar una formació comercial a l'escola secundària professional. Després d'això, va assumir una feina d'oficina a la planta Kunstharzpresserei de Lengefeld.
La Segona Guerra Mundial va acabar al maig de 1945 i una gran part central d'Alemanya, inclosa la seva regió natal, va passar a ser administrada com a zona d'ocupació soviètica. La pertinença al Partit Comunista d'Alemanya ja no era il·legal i, tot i no tenir encara 21 anys, s'hi va unir. L'abril de 1946, una disputada fusió política va donar lloc (encara que només fos, per a la majoria dels propòsits, dins de la zona d'ocupació soviètica) la formació d'un nou partit polític, el Partit Socialista Unificat d'Alemanya, i va ser una de les milers de membres del Partit Comunista feliços de signar la seva pertinença a un nou partit unit d'esquerres que molts creien que asseguraria evitar un retorn a la dictadura d'un partit.
Entre 1945 i 1948 va ser empleada per l'equip de direcció del partit a la seva regió local de Marienberg («KPD/SED-Kresileitung Marienberg») com a mecanògrafa i com a cap del departament de personal. El 1948 també s'havia convertit en secretària d'Agitació i Propaganda amb el comitè local de Marienberg. Durant els anys 1949 i 1950 va realitzar un curs d'estudi a distància amb l'Acadèmia del Partit Karl Marx. Aquest va obrir-li el camí a una feina a Berlín Oriental, on va establir-se el 1951. Més tard, entre el 1955 i 1960, va emprendre un curs d'estudi a distància més llarg amb l'Acadèmia del Partit Karl Marx, que va conduir-la a l'obtenció d'un títol en Ciències socials el 1960.
Entre 1951 i 1968 va treballar com a cap adjunta de l'oficina del Politburó del partit. El setembre de 1968, després de la mort del polític Otto Schön, el va succeir com a cap de l'oficina. Pocs anys després, el 1971, ella mateixa va passar a formar part del poderós Comitè central del partit. Va romandre en el càrrec fins al setembre de 1986, quan se la va degradar, en el que alguns analistes van veure com un intent d'Erich Honecker per a intentar rejovenir el Politburó i, de fet, el Comitè central. Entre 1986 i 1989 va formar part de la Comissió Nacional d'Auditoria del partit (Zentrale Revisionskommission der SED).
L'any 1973 es va casar amb Günter Glende (1918-2004), i el 3 de febrer de 2016 va morir a Berlín, als 90 anys.

## Premis i distincions
- 1959 Orde del Mèrit Patriòtic en bronze[1]
- 1969 Orde del Mèrit Patriòtic en argent[1]
- 1969 Medalla Clara Zetkin[1]
- 1975 Orde del Mèrit Patriòtic en or[1]
- 1975 Orde de Batalla «Pels serveis al poble i la pàtria»[1]
- 1981 Bandera del Treball[1]
- 1984 Orde del Mèrit Patriòtic amb fermall d'honor[1]
- 1985 Orde de Karl Marx[1]
- 1986 Orde de Karl Marx[1][a]